# Arged KPR Ostrovia Ostrów Wielkopolski
KPR Ostrovia Ostrów Wlkp. (pełna nazwa: Arged Klub Piłki Ręcznej Ostrovia Ostrów Wielkopolski) — polski klub piłki ręcznej mężczyzn z siedzibą w Ostrowie Wielkopolskim, założony w 1996. Aktualnie występuje w Superlidze.

## Wychowankowie
| Nr | Zawodnik           | Poprzedni/Aktualny klub |
| -- | ------------------ | ----------------------- |
| 9  | Marek Szpera       | KPR Ostrovia            |
| 4  | Bartłomiej Tomczak | KPR Ostrovia            |
| 24 | Bartłomiej Jaszka  | Füchse Berlin           |
| 19 | Krzysztof Lijewski | Vive Kielce             |
| 22 | Marcin Lijewski    | Wybrzeże Gdańsk         |
| 23 | Robert Kieliba     | Zagłębie Lubin          |

## Kadra zawodnicza
Stan na sezon 2023/2024
| Bramkarze - 1. Mikołaj Krekora - 33. Dawid Balcerek - 90. Jakub Zimny Skrzydłowi - 3. Filip Rybarczyk - 6. Przemysław Urbaniak - 9. Artur Klopsteg - 76. Kacper Krawczyk - 19. Bartłomiej Tomczak - 23. Mikołaj Szych | Obrotowi - 15. Damian Pawelec - 18. Krzysztof Misiejuk - 22. Mateusz Wojciechowski - 77. Daniel Režnický Rozgrywający - 5. Kamil Adamski - 10. Łukasz Gierak - 15. Krzysztof Łyżwa - 17. Patryk Marciniak - 29. Marek Szpera - 31. Mikołaj Przybylski - 34. Igor Krivokapić - 68. Ksawery Gajek |